# Philippa York
Philippa York (ur. jako Robert Millar 13 września 1958 w Glasgow) – brytyjska kolarka szosowa. Jako Robert Millar była trzykrotnym etapowym zwycięzcą Tour de France, drugim kolarzem Vuelta a España i Giro d’Italia (1986) podczas kariery w zawodowym peletonie trwającej od 1980 do 1995.
Philippa York jest wegetarianką.
W lipcu 2017 poinformowała za pomocą mediów społecznościowych o zmianie płci, oświadczenie w tej sprawie wydając już jako Philippa York.

## Najważniejsze zwycięstwa
- 1983 – etap w Tour de France
- 1984 – etap i klasyfikacja górska w Tour de France
- 1985 – Dookoła Katalonii
- 1986 – etap w Vuelta a España
- 1987 – etap i klasyfikacja górska w Giro d’Italia
- 1989 – etap w Tour de France, Tour of Britain
- 1990 – Critérium du Dauphiné Libéré
- 1991 – etap w Tour de Suisse